# Antonio de Querejazu y Mollinedo
Antonio Hermenegildo de Querejazu y Mollinedo (Lima, 1711-1792), magistrado y funcionario colonial criollo peruano.

## Biografía
Hijo del maestre de campo Antonio de Querejazu y Uriarte y Juana Agustina de Mollinedo y Azaña. Realizó sus estudios en el Real Colegio de San Martín (1724) y en la Universidad de San Marcos, de la que se graduó de doctor en Leyes y abogado.
Nombrado Presidente de la Audiencia de Charcas, ejercitó las funciones respectivas durante nueve años y cuatro meses; y con títulos de oidor supernumerario de la Audiencia de Lima (1744) y consejero honorario del Consejo de Indias, volvió a su ciudad natal. En 1748, fue investido con el hábito de caballero de la Orden de Santiago.
Gracias a su experiencia política y sus vinculaciones personales logró una influencia tan notoria que en su tiempo fue juzgado como “el hombre más poderoso del Virreinato”. Poco antes de morir se le concedió el título de camarero honorario de la Cámara del Consejo (1791).
Acumuló una gran fortuna, basado en múltiples intereses comerciales ultramarinos como en importantes propiedades rurales en distintos pisos ecológicos y de diferente actividad. Fueron estas la hacienda de Santa Rosa de Urrutia, en el valle del Cóndor; otra en Cañete; una estancia con 46.000 cabezas de ganado en Tarma llamada San Lorenzo de Atocsaico, y una hacienda de coca en las inmediaciones de La Paz, llamada Coroico Viejo. Heredó el mayorazgo de San Pascual Bailón, impuesto sobre el fundo de Cañete.

## Matrimonio y descendencia
Casado con María Josefa de Santiago Concha y Errazquin, hija de José de Santiago Concha, I Marqués de Casa Concha, tuvo varios hijos:
- Juana Agustina de Querejazu y Santiago-Concha, casada con Diego de Santa Cruz, III Conde de San Juan de Lurigancho.
- José de Querejazu y Santiago Concha,  I conde de San Pascual Bailón y alcalde de Lima (1772).
- Matías de Querejazu, inquisidor honorario.
- Francisca de Querejazu, casada con Juan José de Abellafuertes.
- Agustín de Querejazu y Santiago Concha, caballero de Carlos III y fundidor mayor de la Casa de Moneda.
- Micaela de Querejazu, casada con Lorenzo de la Puente y Castro, V Marqués de Villafuerte.
- Tomás de Querejazu, cura de Huamantanga.
- Antonio de Querejazu, coronel de milicias.
- Mariana de Querejazu, casada con el comerciante Jacinto de Segurola.

| Predecesor: José Francisco de Herrera | Presidente de la Real Audiencia de Charcas 1729 - 1738 | Sucesor: José Gabriel de Jáuregui y Aguirre |